# Риди, Трой
Трой Винсент Риди (англ. Troy Vincent Ready; 15 мая 1980 года, Спокан, штат Вашингтон) — американский футболист, выступавший на позиции полузащитника. Первый в истории чемпионата Таджикистана легионер из страны КОНКАКАФ.

## Карьера

### В США
Риди начал заниматься футболом в колледже. С 1998 года он выступал за университетскую команду «Спокан Шэдоу». В 1999 году он поступил в Вашингтонский университет, где также выступал за мужскую команду. Перед началом сезона 2001 он получил перелом ноги, поэтому практически не играл.
В декабре 2003 года Риди был выбран клубом «Сиэтл Саундерс» в первом раунде драфта USL-1 (второй по уровню дивизион США). Однако «Саундерс» не стали подписывать с ним контракт, поэтому Трой принял решение съездить в Норвегию. Там он был на просмотрах в «Старте» и «Скейде», но не смог получить разрешение на работу в стране. В конце 2004 года Риди вернулся в «Спокан Шэдоу». В 2005 году он перешёл в «Каскейд Сёрдж», где за сезон сыграл 11 игр в PDL (четвёртая по значимости лига США). В марте 2006 года Трой Риди подписал контракт с «Портленд Тимберс». С 2006 по 2008 годы он сыграл за эту команду 20 матчей и забил 2 гола.

### В Таджикистане
Как признаётся Риди в одном из интервью, после 2008 года он стал путешествовать по миру в поисках себя. Ранее в 2005 году он посетил Таджикистан в рамках профессионального тура, где сыграл против национальной и олимпийской сборной этой страны, а также с Афганистаном. В 30 лет он приехал в таджикский город Курган-Тюбе, который располагается в 100 километрах к югу от Душанбе. Американец поселился там и стал участвовать в деятельности некоммерческой организации «Millennium Relief and Development Services», действующей в рамках международного сотрудничества. Параллельно американский игрок выступал за местный клуб «Вахш», а также помогал в обучении молодых футболистов. Исполняющий обязанности главного тренера клуба «Портленд Тимберс» Гэвин Уилкинсон так отозвался о своём воспитаннике:
Трой — феноменальная личность с редкой способностью всегда иметь позитивный настрой… Он внёс огромный вклад в создании бренда «Тимберс». Его поступки уже оценили игроки, тренеры и болельщики в США.
В сезоне 2009 года «Вахш» выиграл чемпионат Таджикистана. Осенью 2010 года бывший клуб Риди пожертвовал часть своего дохода за сезон 2010 на приобретение спортивного оборудования, футбольной формы и мячей для молодёжной команды «Вахша». В мае 2012 года Трой заключил соглашение, по которому была расширена материальная помощь клубам Таджикистана, а число команд под контролем американца увеличилось с 6 до 18, из них 12 мужских и 6 женских. Тогда же он открыл в Таджикистане академию вратарей.

## Достижения
- Чемпион Таджикистана: 2009